# Эскадренный миноносец с управляемым ракетным оружием

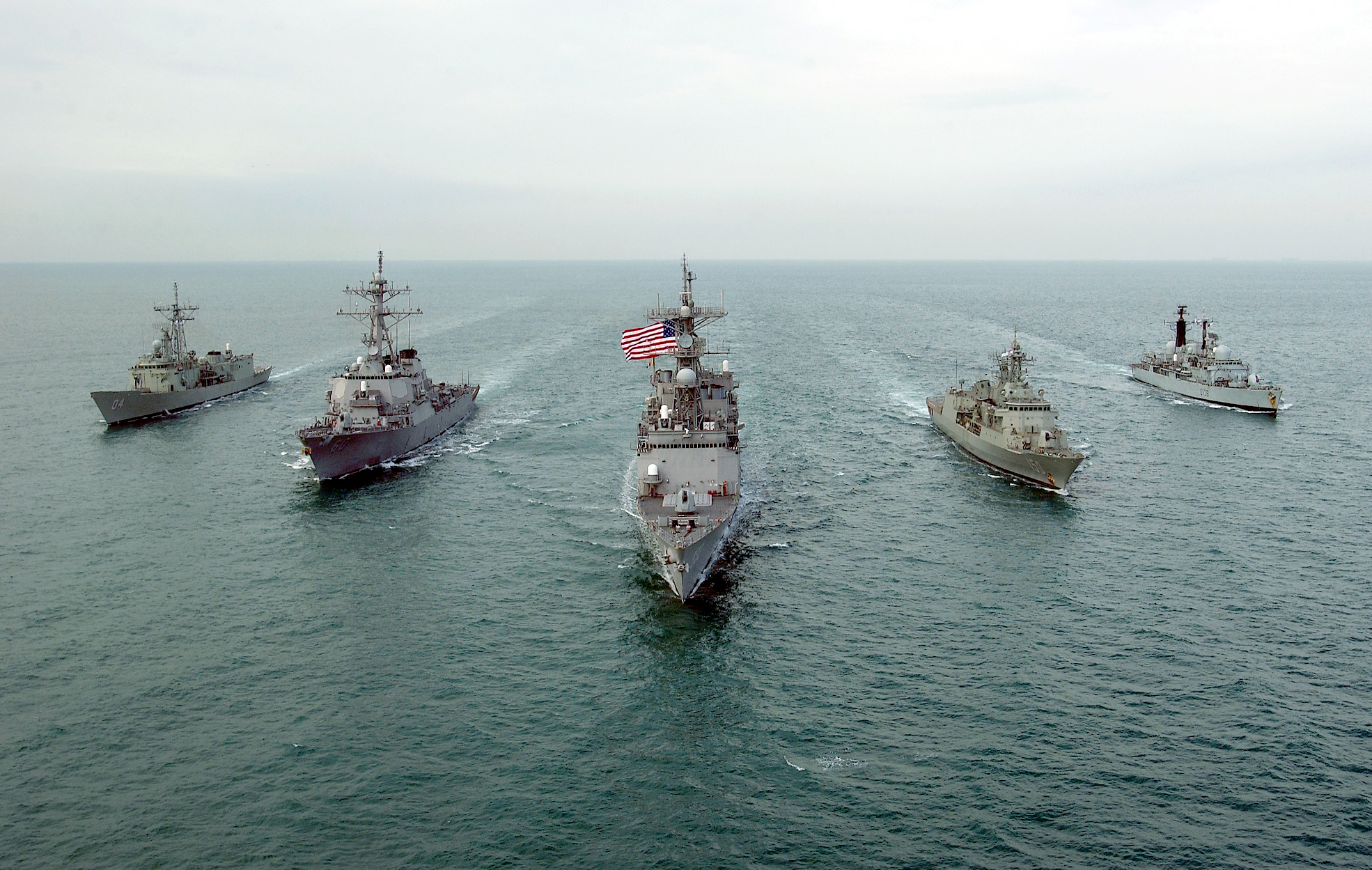
Крайний слева и второй справа — австралийские фрегаты УРО «Дарвин» типа "Аделаида" и «Анзак» типа «Анзак». Направо от «Дарвина» — эсминец УРО типа «Арли Бёрк» «Пол Гамильтон», эсминец типа «Спрюэнс» «Флетчер» и (крайний справа) эсминец УРО типа 42 «Кардифф», 16 декабря 2002 года

Эскадренный миноносец с управляемым ракетным оружием (англ. guided missile destroyer, сокр. эсминец УРО или ракетный эсминец; сокр. англ. DDG) — подкласс эскадренных миноносцев. Главным оружием подкласса эсминцев УРО является не торпедно-артиллерийское, а ракетное вооружение, представленное противокорабельными, зенитными, тактическими ударными и противолодочными управляемыми крылатыми ракетами. Стандартное водоизмещение современных эскадренных миноносцев достигает 7500 тонн (водоизмещение первых представителей эсминцев в начале XX века едва превышало 200 тонн), полное — 10000 тонн и более. Рекордсменом в плане водоизмещения стали эскадренные миноносцы УРО типа «Замволт», полное водоизмещение которых превысило 14 000 тонн. Первый эсминец этого типа вошёл в состав ВМС США в 2016 году.
Характеристики водоизмещения и основных размерений современных эсминцев УРО очень схожи с теми же характеристиками ракетных крейсеров, так что в настоящее время фактически исчезла очевидная разница между этими двумя классами кораблей.

## История зарождения класса

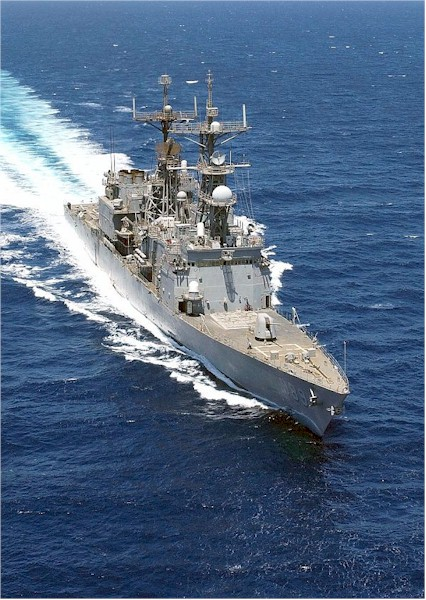

Эскадренные миноносцы с управляемым ракетным оружием, как особый класс боевых кораблей, появились в конце 1950-х годов. Строительство эсминцев УРО в 1960-е гг. могли, по финансовым и техническим соображениям, позволить себе только крупные страны, такие как США, СССР, Великобритания, Франция, ФРГ и т. д.  

## Особенности классификации
Не всякий корабль, вооружённый ракетным оружием, классифицируется как корабль УРО. По западной классификации, управляемым ракетным оружием считаются только зенитные ракеты средней и большой дальности. Все остальные типы ракет в процессе перехвата цели не нуждаются в активном управлении со стороны корабля-носителя. Так, ударные и противокорабельные ракеты после первоначального целеуказания идут под управлением инерциального автопилота, включая на конечном участке траектории активное самонаведение. Противолодочные ракеты, как правило, запускаются по неуправляемой баллистической траектории, отделяя в заранее установленный момент времени боевую часть в виде самонаводящейся торпеды. Зенитные ракеты самообороны, захватив цель в момент пуска, наводятся на неё собственной головкой самонаведения.
По этой классификации, например, не являются кораблями УРО американские эсминцы типа «Спрюэнс», несмотря на мощное ракетное вооружение (КР «Томагавк», ПКР «Гарпун», ПЛРК АСРОК, ЗУР «Си Спарроу»).

## Современные эсминцы

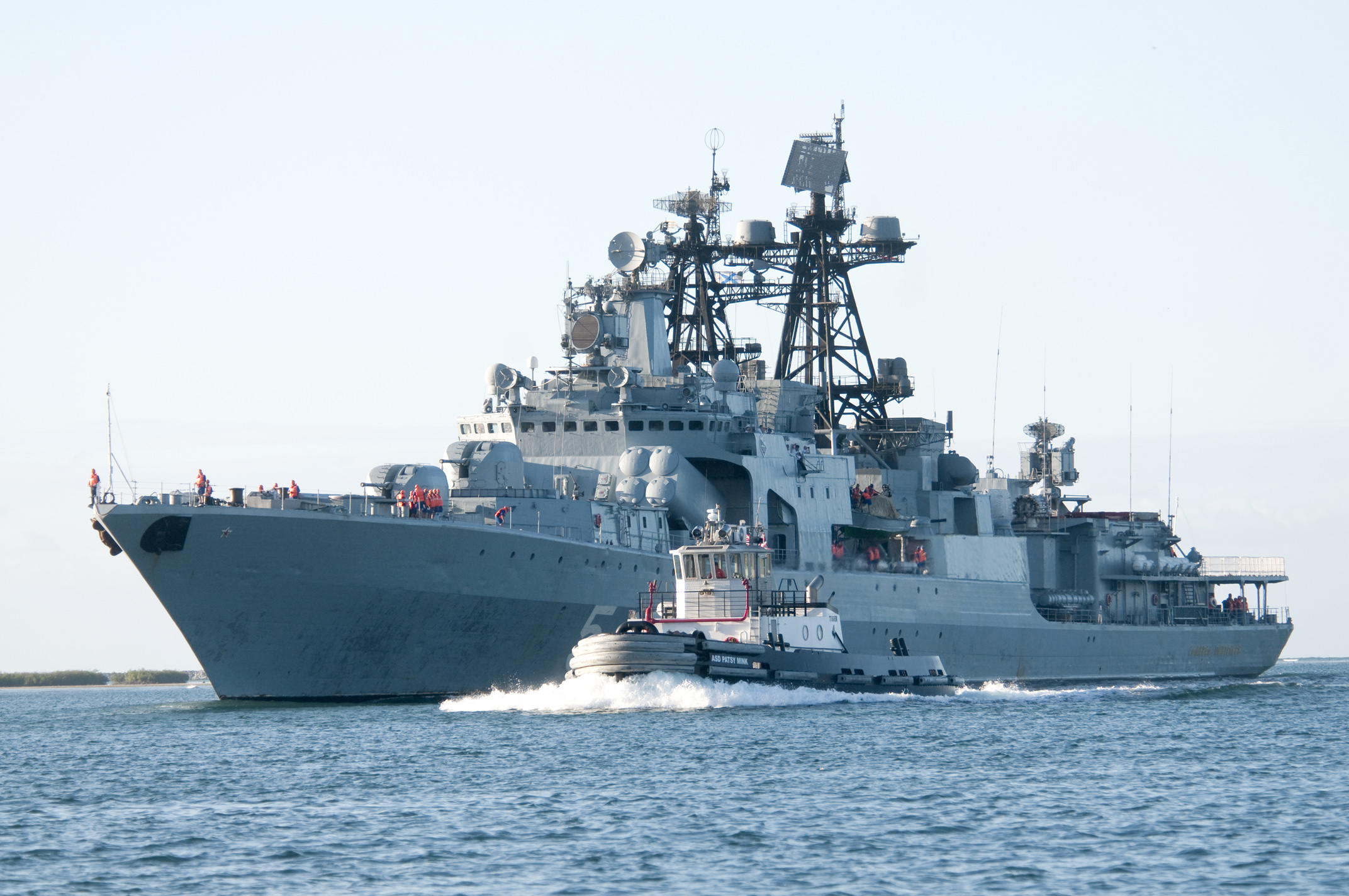
Российский «Адмирал Пантелеев» проекта 1155, 2012 год

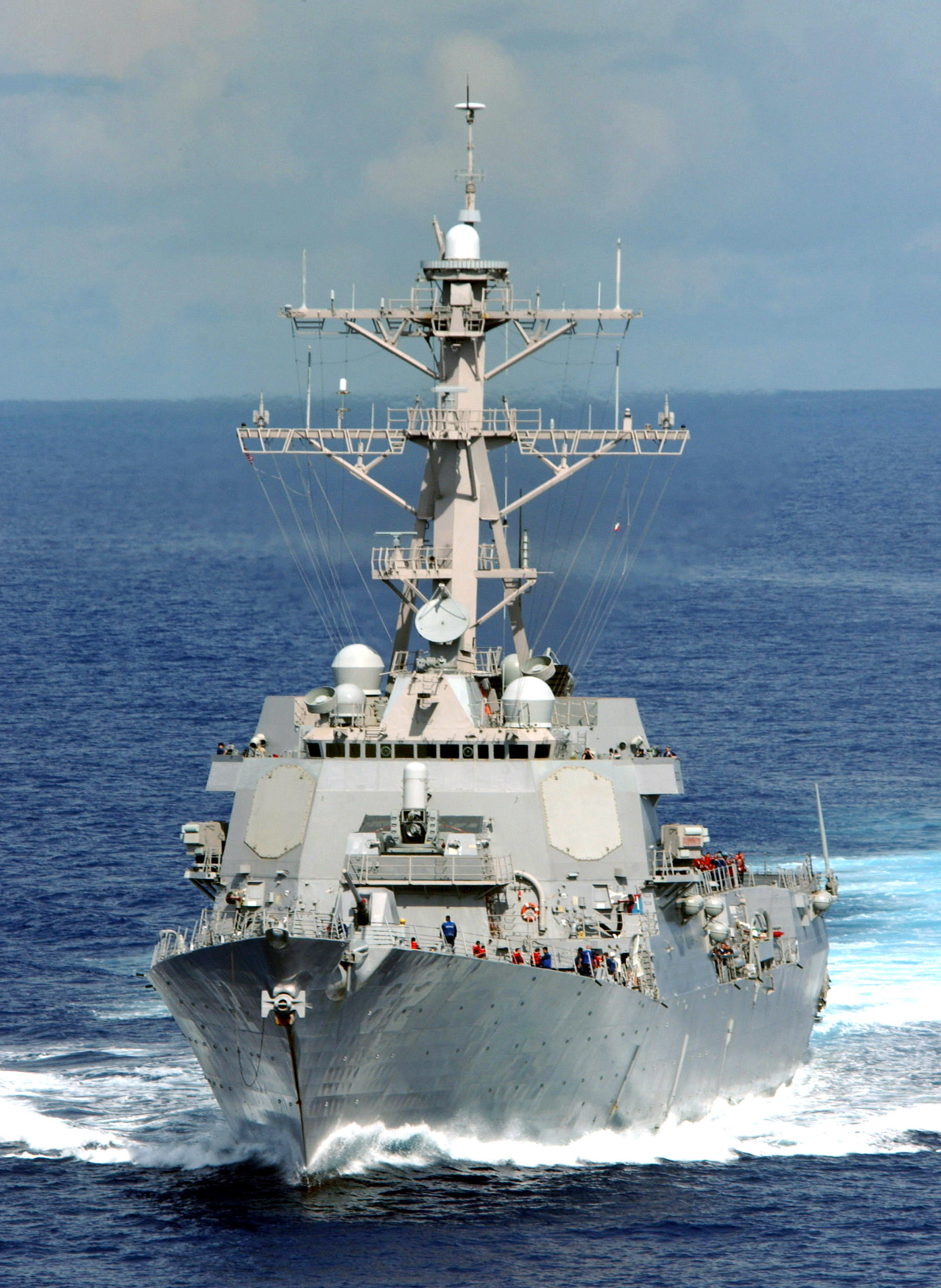
Американский эсминец типа Arleigh Burke «Lassen», 2003 год

Из-за усложнения и дороговизны эсминцы перестали быть самым многочисленным классом кораблей. Размеры и водоизмещение, а также назначение и возможности эсминцев УРО широко варьируются в зависимости от страны и военно-морских классификаций.
Общими тенденциями строительства эсминцев основных флотов в начале XXI века являются: применение боевых информационно-управляющих систем, аналогичных американской AEGIS; введение в конструкцию элементов «невидимости» (технология stealth); увеличение автоматизации; связанное с ним увеличение удельного веса вспомогательных энергетических установок; увеличение мореходности и обитаемости за счет скорости хода; качественное повышение возможностей кораблей при снижении их численности.

## Боевое применение эсминцев в послевоенное время
Эсминцы УРО принимали активное участие в нескольких войнах и локальных конфликтах после Второй мировой войны. 
- В 1982 г во время Фолклендской войны между Англией и Аргентиной аргентинским самолётам с помощью противокорабельной ракеты «Экзосет» удалось потопить английский эсминец УРО «Шеффилд», а через несколько дней 3 бомбами был потоплен однотипный с «Шеффилдом» эсминец «Ковентри».

## Представители эскадренных миноносцев УРО

### США
- Эскадренные миноносцы типа «Чарльз Ф. Адамс»
- Эскадренные миноносцы типа «Спрюэнс»
- Эскадренные миноносцы типа «Кидд»
- Эскадренные миноносцы типа «Арли Бёрк»
- Эскадренные миноносцы типа «Замволт»

### СССР
- Эскадренные миноносцы проекта 956

### Великобритания
- Эскадренные миноносцы типа «Каунти»
- Эскадренные миноносцы типа 82
- Эскадренные миноносцы типа 42
- Эскадренные миноносцы типа 45

### Япония
- Эскадренные миноносцы типа «Конго»
- Эскадренные миноносцы типа «Атаго»

### Австралия
- Эскадренные миноносцы ПВО типа «Хобарт»

### Индия
- Эскадренные миноносцы типа «Rajput»

### Китай
- Эскадренные миноносцы Проект 956Э/956ЭМ
- Эскадренные миноносцы типа 052B
- Эскадренные миноносцы типа 051C
- Эскадренные миноносцы типа 052C
- Эскадренные миноносцы типа 052D
- Эскадренные миноносцы типа 055

### Северная Корея
Эскадренные миноносцы типа «Чхве Хён»